# Joshua Mees
Joshua Mees (* 15. April 1996 in Lebach) ist ein deutscher Fußballspieler. Der Stürmer steht bei Preußen Münster unter Vertrag.

## Karriere

### Vereine
Mees begann in der Jugend des FV Lebach mit dem Fußballspielen. Noch während seiner Jugendzeit wechselte er über die Zwischenstation 1. FC Saarbrücken zur TSG 1899 Hoffenheim, wo er in einer Gastfamilie mit vier anderen Spieler lebte. Bei den Hoffenheimern spielte Mees während der U-19-Zeit unter dem damaligen Jugendtrainer Julian Nagelsmann, mit dem er sich 2014 für das Endspiel um die Meisterschaft qualifizierte. Das Finale gewann er mit seiner Mannschaft mit 5:0 gegen Hannover 96 und wurde somit deutscher A-Jugend-Meister. Eine Saison später, Mees' zweites A-Jugendjahr, wurde der Stürmer mit 20 Treffern Torschützenkönig der A-Junioren-Bundesliga und qualifizierte sich abermals für das Endspiel. Dort scheiterte Hoffenheim mit 1:3 gegen die U-19 des FC Schalke 04. In der darauffolgenden Saison durfte Mees die Vorbereitung bei den Profis der TSG absolvieren.
Im August 2015 entschied sich Mees für einen Wechsel auf Leihbasis zum SC Freiburg. Die Leihdauer sollte zwei Jahre betragen. Bei den Freiburgern war Mees zunächst nah an der ersten Mannschaft dran, kam auf Grund von aufkommenden und anhaltenden Rückenbeschwerden bei den Profis jedoch nicht zum Einsatz und beendete seine Leihe bereits nach einem Jahr.
In der Folgesaison 2016/17 kehrte der Stürmer in den Kraichgau zurück und wurde wichtiger Bestandteil der Reserve der TSG: Er erzielte in 32 Ligaspielen zwölf Tore und verlängerte seinen Vertrag bis 2019. Unmittelbar danach wechselte Mees auf Leihbasis für die Spielzeit 2017/18 zum Zweitligisten SSV Jahn Regensburg. Sein erstes Tor für den Jahn erzielte er beim 4:2-Auswärtssieg im Derby gegen den FC Ingolstadt 04. Am Ende der Saison kam der Stürmer auf sechs Tore in 22 Spielen.
Zur Saison 2018/19 wechselte Mees zum 1. FC Union Berlin. Bei den Eisernen unterschrieb er einen Vertrag bis 2021. Seine ersten Tore im Union-Trikot erzielte der Stürmer beim 4:0-Heimsieg gegen die SpVgg Greuther Fürth, als er in der 5. und 10. Spielminute seine Mannschaft mit einem Doppelpack in Führung brachte. Sein Bundesligadebüt gab er am 31. August 2019 (3. Spieltag) beim 3:1-Sieg im Heimspiel gegen Borussia Dortmund mit Einwechslung für den zweifachen Torschützen Marius Bülter in der 76. Minute.
Im Oktober 2020 schloss sich Mees ablösefrei dem Zweitligisten Holstein Kiel an, wo er einen bis 2024 gültigen Vertrag unterzeichnete.
Zur Spielzeit 2022/23 kehrte Mees auf Leihbasis von Liga-Konkurrent Holstein Kiel zum SSV Jahn Regensburg zurück.
Im Sommer 2024 wurde sein Vertrag in Kiel nicht verlängert und er verließ den Verein. Daraufhin wechselte er in die 2. Bundesliga zu Preußen Münster.

### Nationalmannschaft
Im September 2015 kam Mees zu zwei Einsätzen für die deutsche U-20-Nationalmannschaft (2:0-Sieg gegen Italien sowie 1:2-Niederlage gegen Polen).

## Erfolge
- Aufstieg in die Bundesliga (3): 2016 (SC Freiburg), 2019 (1. FC Union Berlin), 2024 (Holstein Kiel)
  - als Meister der 2. Bundesliga: 2016
- Deutscher A-Junioren-Meister: 2014 (TSG 1899 Hoffenheim)
- Meister der A-Junioren-Bundesliga Süd/Südwest (2): 2014, 2015 (beide TSG 1899 Hoffenheim)

Individuell
- Torschützenkönig der A-Junioren-Bundesliga Süd/Südwest: 2015